# Navas del Madroño
Navas del Madroño este un oraș din Spania, situat în provincia Cáceres din comunitatea autonomă Extremadura. Are o populație de 1.508 de locuitori.